# Ludwik Jarosik
Ludwik Jarosik (ur. 20 stycznia 1930 w Trzebicku Dolnym, zm. 22 stycznia 1988) – polski kowal, poseł na Sejm PRL V i VI kadencji.

## Życiorys
Uzyskał wykształcenie średnie niepełne, z zawodu kowal. W czasie II wojny światowej wywieziony wraz z rodzicami na roboty przymusowe do Niemiec. W 1945 rozpoczął kształcenie jako kowal w Wierzchowicach. W 1948 został absolwentem szkoły zawodowej w Miliczu i został wcielony do Brygady Powszechnej Organizacji „Służba Polsce” w Koninie. W latach 1950–1952 odbywał służbę wojskową. Od 1952 został kowalem w Zakładach Naprawczych Taboru Kolejowego w Oleśnicy, po czym awansował na funkcję brygadzisty. Nauczał także zawodu w szkole przyzakładowej. Do Polskiej Zjednoczonej Partii Robotniczej wstąpił w 1956. Zasiadał w egzekutywie Komitetu Zakładowego oraz w Komitecie Powiatowym partii. W 1969 i 1972 uzyskiwał mandat posła na Sejm PRL w okręgu Wrocław II. Przez dwie kadencje zasiadał w Komisji Komunikacji i Łączności.
Pochowany na cmentarzu przy ul. Wileńskiej w Oleśnicy.

## Odznaczenia
- Srebrny Krzyż Zasługi
- Srebrna Odznaka „Racjonalizator Produkcji”